# Ubiretama
Ubiretama là một đô thị thuộc bang Rio Grande do Sul, Brasil. Đô thị này có diện tích 126,694 km², dân số năm 2007 là 2440 người, mật độ 19,26 người/km².